# Abrigo de la Hoya de los Navarejos V

El abrigo de la Hoya de los Navarejos V es un lugar arqueológico situado en Tormón, municipio de la provincia de Teruel (Comunidad Autónoma de Aragón, España).

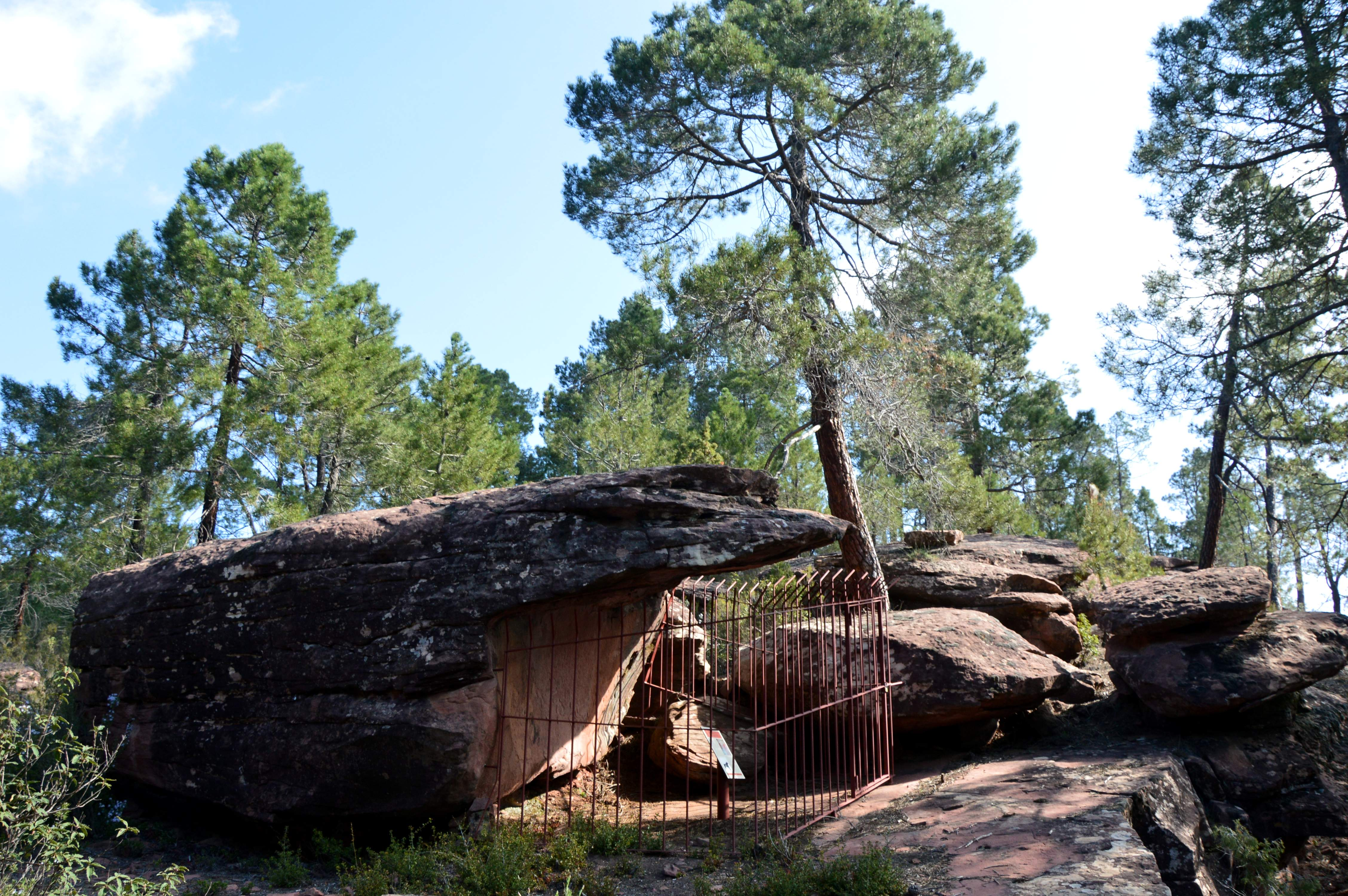
Abrigo de la Hoya de los Navarejos V en el Rodeno de Tormón, Parque Cultural de Albarracín (2018).

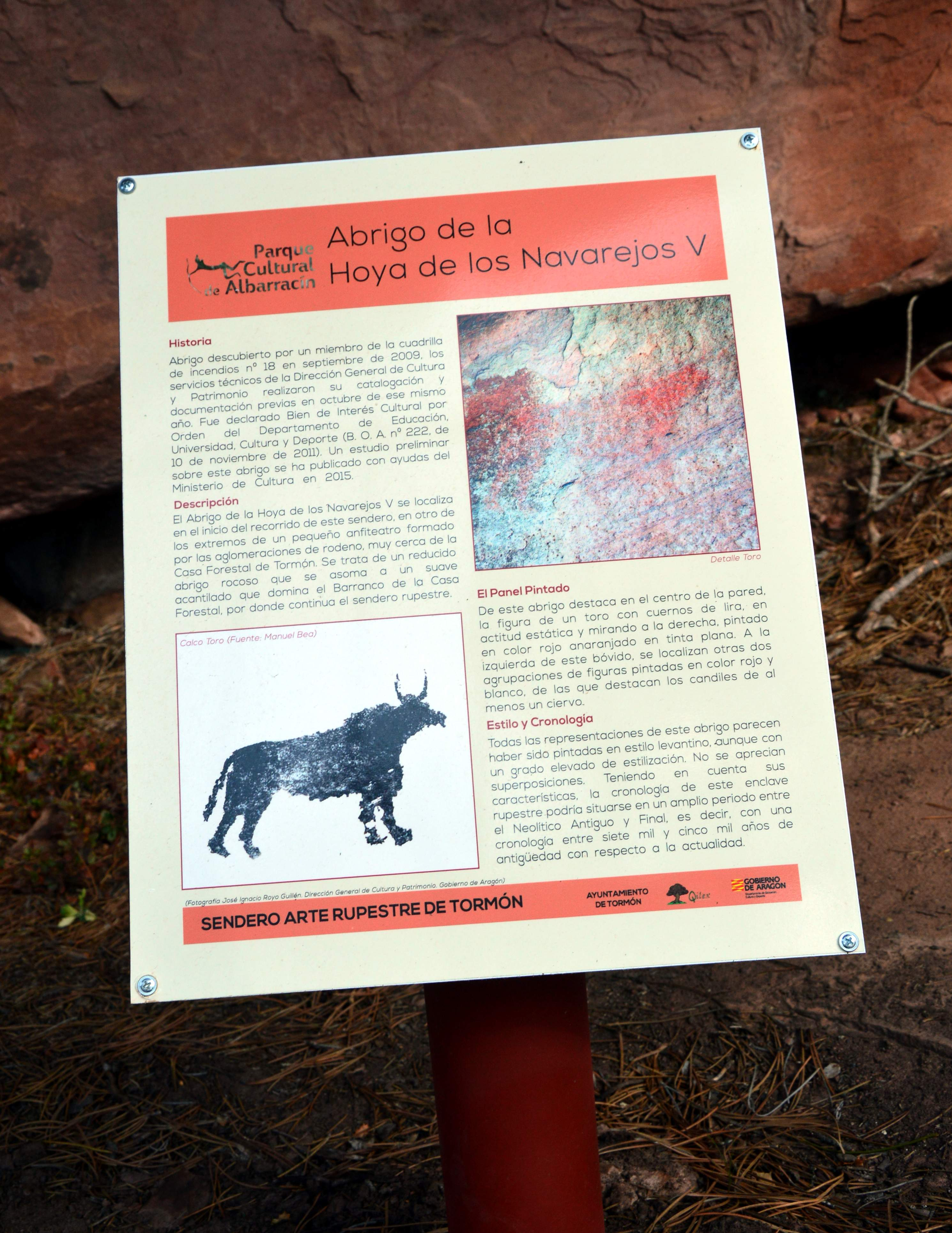
Panel informativo en el Abrigo de la Hoya de los Navarejos V, Rodeno de Tormón, Parque Cultural de Albarracín (2018).

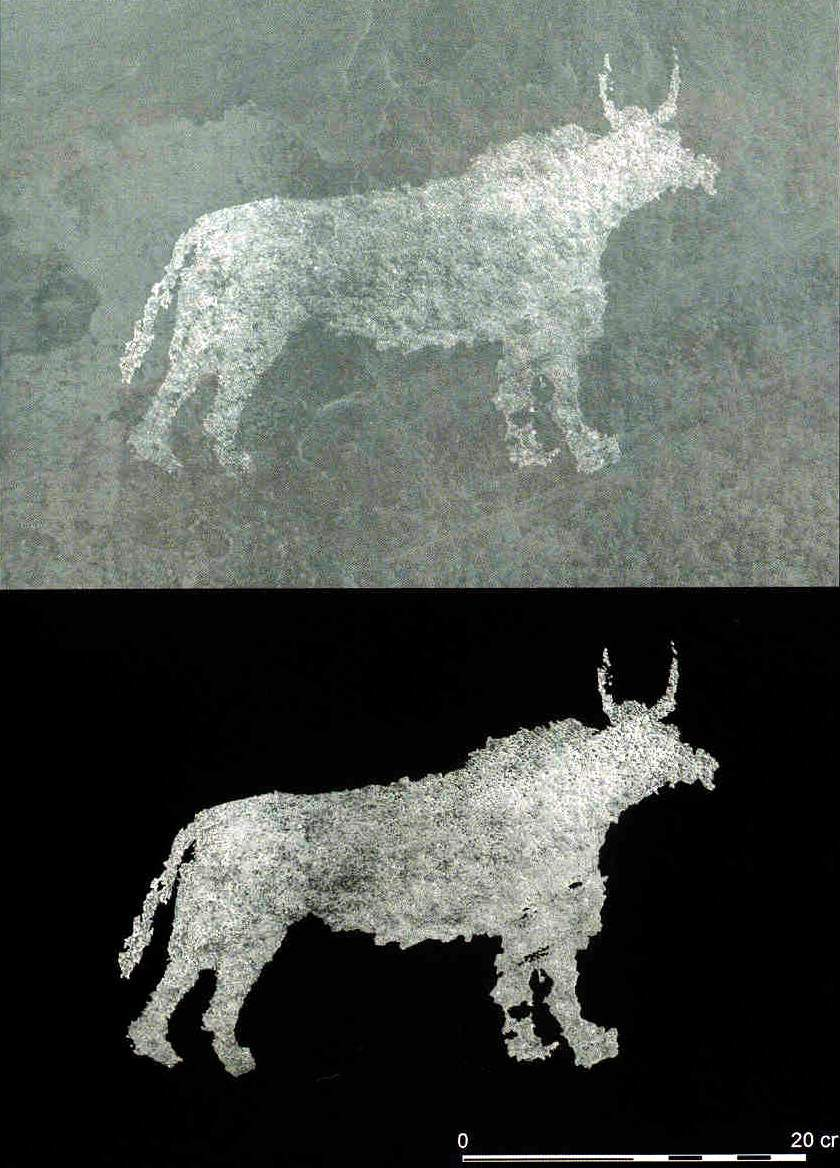
Detalle de toro estático (tratamiento digital: calco negativo) en el Abrigo de la Hoya de los Navarejos V, Rodeno de Tormón, Parque Cultural de Albarracín (2018).

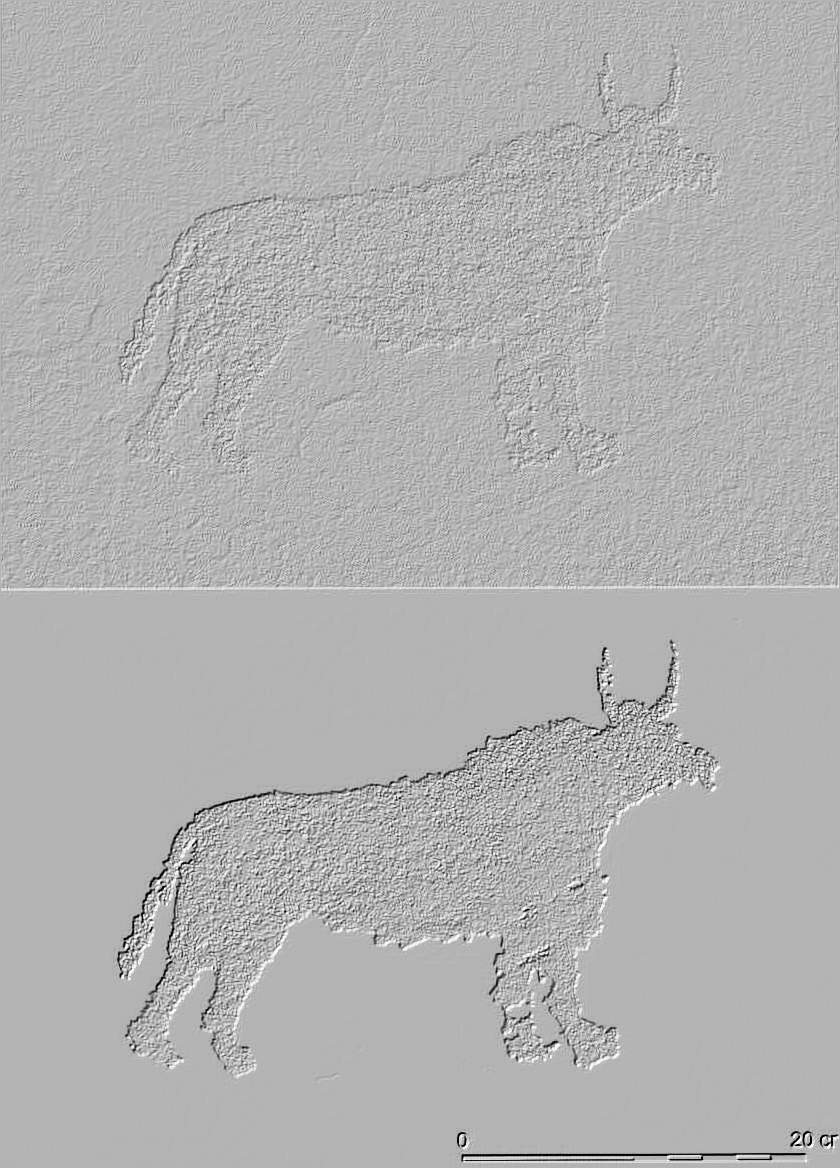
Detalle de toro estático (tratamiento digital: relieve) en el Abrigo de la Hoya de los Navarejos V, Rodeno de Tormón, Parque Cultural de Albarracín (2018).

Forma parte del conjunto de abrigos de la «Ruta de Arte Rupestre de Tormón», perteneciente a los Abrigos rupestres de Tormón del Parque Cultural de Albarracín, declarado Patrimonio de la Humanidad (1998).

## Historia
Descubierto por un miembro de la cuadrilla contra incendios n.º 18 (Ricardo Canet) -en septiembre de 2009-: los servicios técnicos de la Dirección General de Cultura y Patrimonio del Gobierno de Aragón realizaron los trabajos previos de catalogación y documentación para su declaración como Bien de Interés Cultural (BIC).
No obstante, hasta su estudio y publicación (M. Bea y J. Angás, 2015) el abrigo permaneció inédito.

## Ubicación y descripción
Situado en la zona meridional del monte de El Rodeno, a unos 140 metros del Abrigo de la Hoya de los Navarejos I (3 minutos caminando). Propiamente, se halla al otro lado de la vaguada, a unos 70 metros del sendero rupestre (1 minuto caminando), protegido por una verja metálica.
El abrigo es una covacha con visera de piedra, el panel decorado se halla en la parte más protegida de la cueva, sobre una superficie lisa afectada por importantes alteraciones en el soporte -ello ha supuesto la desaparición de la mayoría de las representaciones-: el desprendimiento de placas prosigue, amenazando la pervivencia de los pocos restos que quedan.
En el sector más deteriorado del panel decorado se han identificado dos agrupaciones pictóricas: la superior con figuras pintadas en blanco y la inferior (correspondiente a restos de cornamentas de cérvidos) en color rojo.
Se han documentado hasta 11 motivos pictóricos (incluidos restos no identificados y trazos lineales rojo-oscuro), cuya descripción resulta del tenor siguiente:
Motivo 1: toro rojo estático orientado a la derecha, aspecto tosco (dibujo poco cuidado), con los cuernos en forma de lira; se sitúa en el centro del panel decorado y constituye el principal motivo pictórico del conjunto.
Motivos 2, 3 y 4: restos sin identificar, situados a la izquierda del Motivo 1; se trata de restos poco definidos pintados en tonos blanquecinos; el resto de mayor tamaño evoca la pierna y el pie de un antropomorfo.
Motivo 5: trazo lineal horizontal en tonos rojo-oscuro.
Motivo 6: trazos lineales rojo-oscuro, compatibles con los restos de la cornamenta de un ciervo macho adulto.
Motivo 7: trazo lineal rojo-oscuro, con desarrollo diagonal descendente hacia la izquierda, compatible con los restos de la pata delantera de un ciervo.
Motivo 8: trazo lineal rojo-oscuro, con desarrollo diagonal descendente hacia la derecha, compatible con la pata de un ciervo.
Motivo 9 y 10: trazos en tonos rojos en mal estado, compatibles con las astas de un gran ciervo orientado a la derecha; por sus dimensiones y naturalismo evoca los ciervos del Abrigo del Prao Medias.
Motivo 11: restos difusos en tonos rojos, compatibles con la cabeza del ciervo correspondiente a los motivos anteriores (9 y 10).

## Técnicas pictóricas
Casi todos los motivos están pintados en rojo, salvo algunos trazos en color blanco; la mayoría mal conservados por el deterioro del soporte, en particular los situados en el lado izquierdo. 

## Estilo
Levantino naturalista, aunque con un grado elevado de estilización y sin superposiciones.

## Cronología
Por sus características, podría situarse en un amplio segmento cronológico -entre el Neolítico Antiguo y el Final-: 7.000-5.000 años antes del presente.

## Información
Para visitar los abrigos rupestres de Tormón resulta aconsejable la utilización de la publicación Sendero por el Arte Rupestre de Tormón (2017): «Guía Didáctica» editada por el Ayuntamiento de Tormón, en colaboración con la Dirección General de Cultura y Patrimonio del Gobierno de Aragón.